# NGC 1758
NGC 1758 (również OCL 453) – gromada otwarta znajdująca się w gwiazdozbiorze Byka. Odkrył ją William Herschel 26 grudnia 1785 roku. Jest położona w odległości ok. 2,5 tys. lat świetlnych od Słońca.
W zbliżonej pozycji na niebie znajdują się też gromady NGC 1746 i NGC 1750, jednak nie jest pewne, czy istnieje związek fizyczny między tymi trzema obiektami, czy też tylko przypadkowo nakładają się na siebie. Catalog of Optically Visible Open Clusters and Candidates podaje, że NGC 1758 leży pomiędzy NGC 1746 i NGC 1750; inne źródło twierdzi, że NGC 1758 znajduje się o 500 lat świetlnych dalej od Ziemi niż te dwie gromady.